# Дуб чорний
Дуб чорний (Quercus velutina) — листопадне дерево роду дуб. Поширений у східній і центрально-східній частинах Північної Америки. У північній частині ареалу стає досить невеликим деревом, заввишки від 20 до 25 м із діаметром стовбура 90 см, але стає більшим у південній частині району — до 42 м. Назву вид отримав через майже чорну кору.

## Опис
На півночі чорний дуб — відносно невисоке дерево, що досягає висоти тільки 20–25 м і діаметра стовбура 0.90 см, але на півдні та в центрі ареалу досягає 46 м заввишки з діаметром стовбура до 1.2 метра. Цвітіння відбувається навесні. Кора від темно-коричневого до чорного кольору, глибоко борозенчаста, гребені часто розбиваються на блоки неправильної форми, внутрішня кора жовтого або оранжевого кольору. Пагони темно-червонувато-коричневі, (1,5)2,5–4,5(5) мм у діаметрі, голі або з рідкими волосками. Верхівкові бруньки яйцеподібні або еліпсоїдо-субконічні, 6–12 мм, помітно 5-куті в поперечному перерізі, рудувато-коричнево або сіро запушені. Листкова ніжка 25–70 мм, голий з рідкісним запушенням. Листкова пластинка від яйцюватої до обернено-яйцюватої, (80)100—300 × 80–150 мм; поверхня абаксіально (звернена в сторону від стовбура рослини) блідо-зеленого кольору, гола за винятком маленьких пахвових клаптиків повсті або з розсіяним запушенням; поверхня адаксіально (звернений до стебла рослини) глянцева, темно-зелена, гола. Жолуді бувають раз на два роки, чашка форми чашки або перевернутого конуса, 7–14 мм заввишки × 12–22 мм завширшки й охоплює 1/2 горіха. Горіх від майже кулястого до яйцеподібного, 10–20 × 10–18 мм. 2n = 24.

## Поширення
Дерево рідне для східної Північної Америки від Онтаріо на півночі до Флориди на півдні та від Мена на заході до північно-східного Техасу на заході, хоча у невеликій кількості зустрічається майже на всій території Північної Америки. Це загальне дерево дюн Індіани та інших екосистем піщаних дюн південних берегів озера Мічиган, хоча на решті ареалу воно не так поширене. Висота проживання: 0–1500 метрів.

## Використання
Кора цього виду (кверцитрон) багата дубильними речовинами і колись була важливим джерелом цих хімічних речовин, які використовуються для дублення шкіри. Корінні американці використовували Quercus velutina в лікувальних цілях при проносі, хронічному коліті, виразках у роті, ознобі й гарячці, болю в очах, а також як тонізувальний засіб, антисептик. Плоди їстівні (частіше сушать, потім подрібнюють у порошок і використовують як загусник для рагу тощо або змішують із крупами для приготування хліба). Чорний дуб відроджений природним шляхом на покинутих свинцево-цинкових шахтах у Вісконсині та Айові. Ґрунт має високі концентрації свинцю та цинку, але pH ґрунту не дуже низький. Деревина важка, тверда, міцна, крупнозерниста; деревина використовується для грубих пиломатеріалів, шпал тощо; деревина є хорошим паливом, вона добре горить і виділяє багато тепла.

## Загрози й охорона
Quercus velutina чутливий до в'янення дуба (спричиненого грибком Ceratocystis fagacearum) і на нього вплинуло відмирання дуба (особливо після стресових факторів). Однак наразі немає повідомлень про суттєве падіння чисельності. Як звичайний вид із широким розповсюдженням, Quercus velutina наразі не є пріоритетом для природоохоронних заходів.

## Галерея

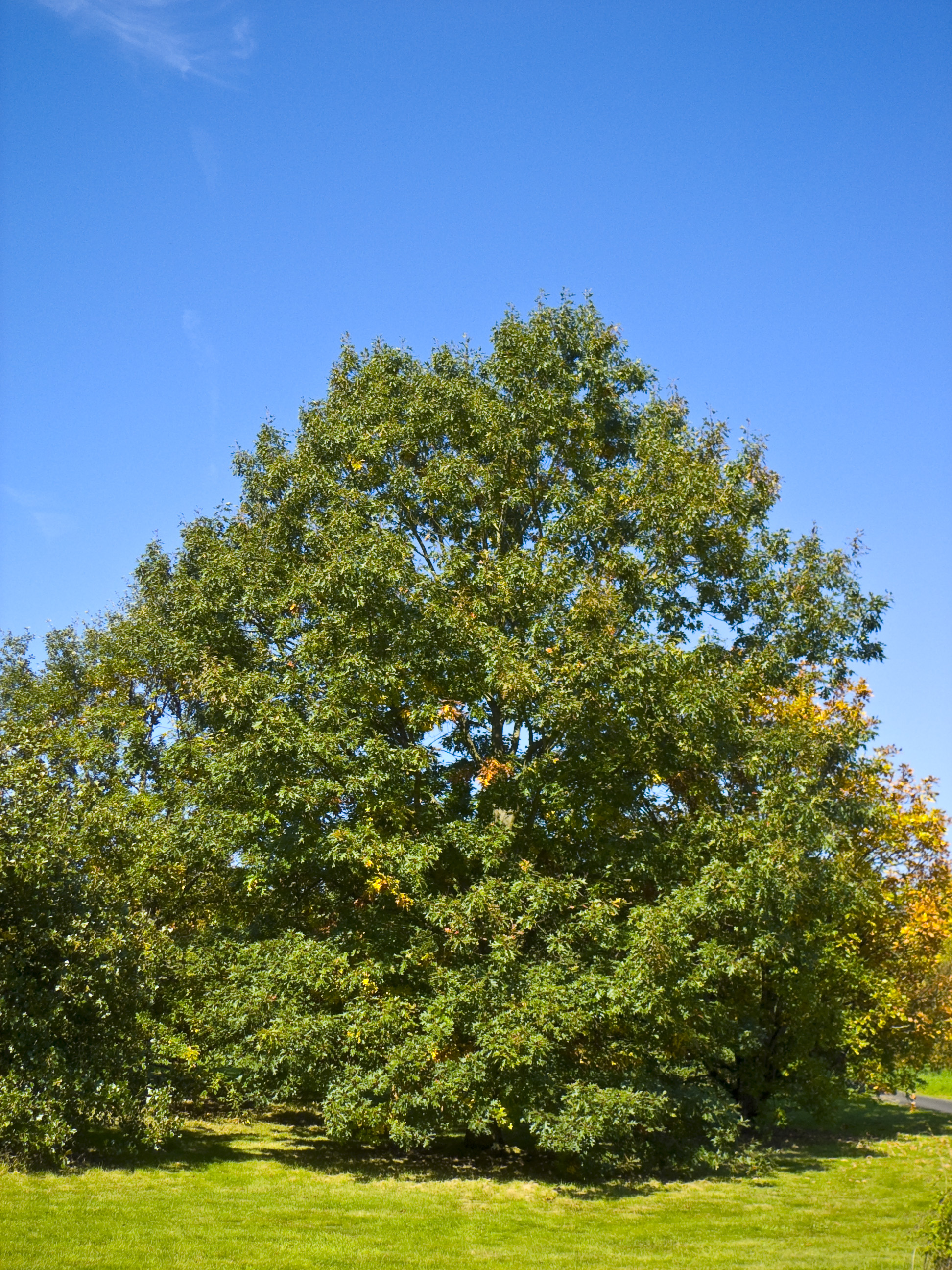
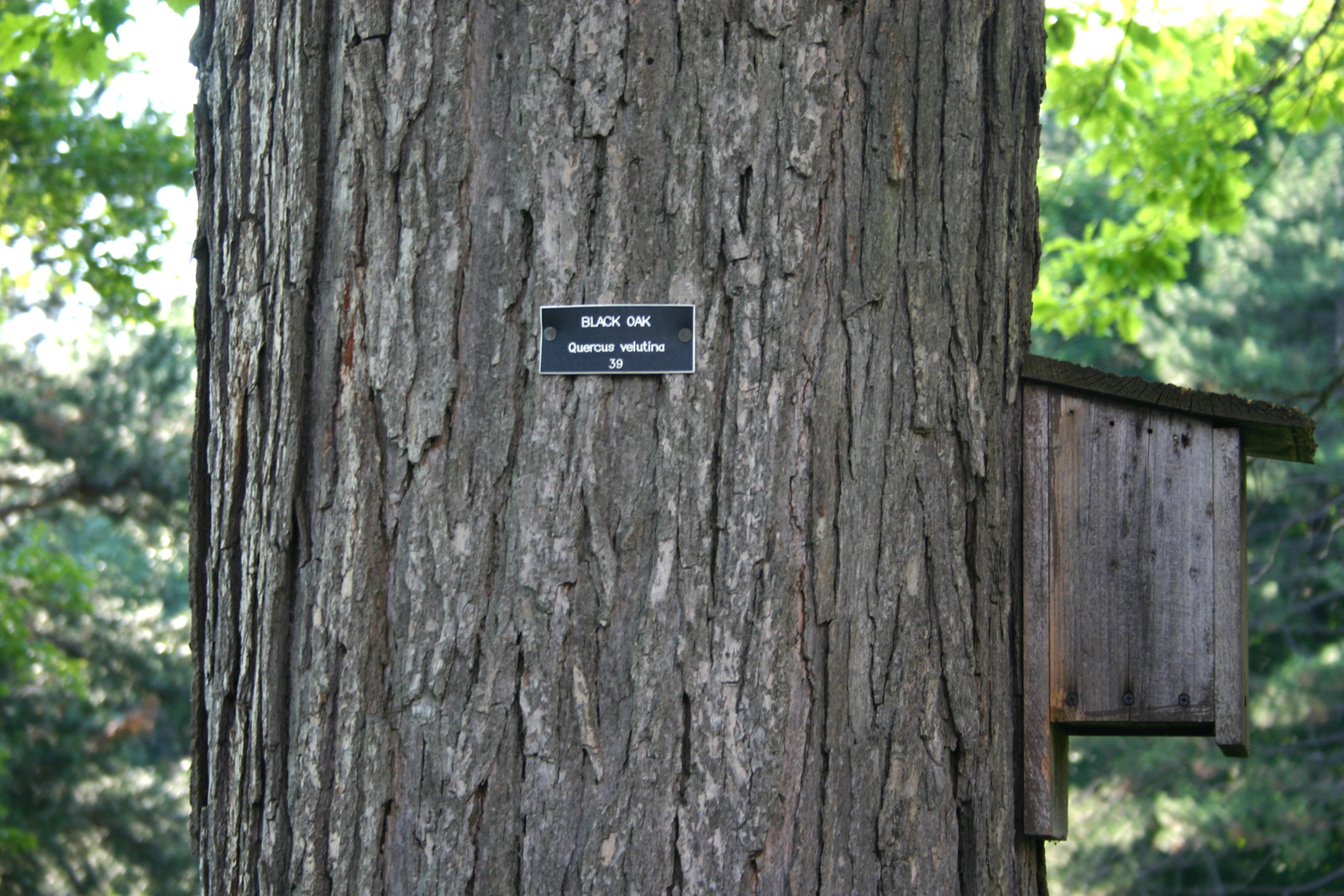
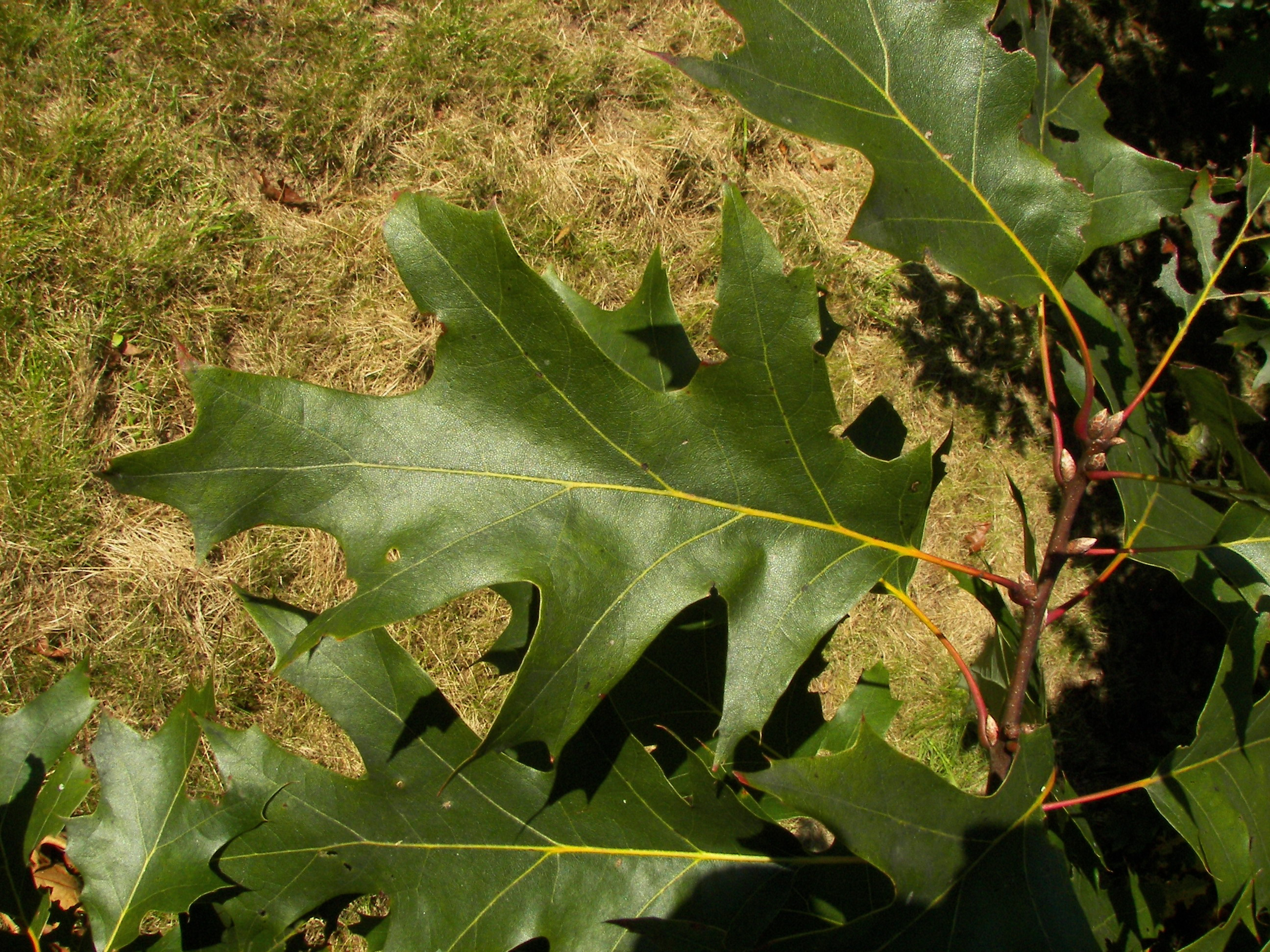
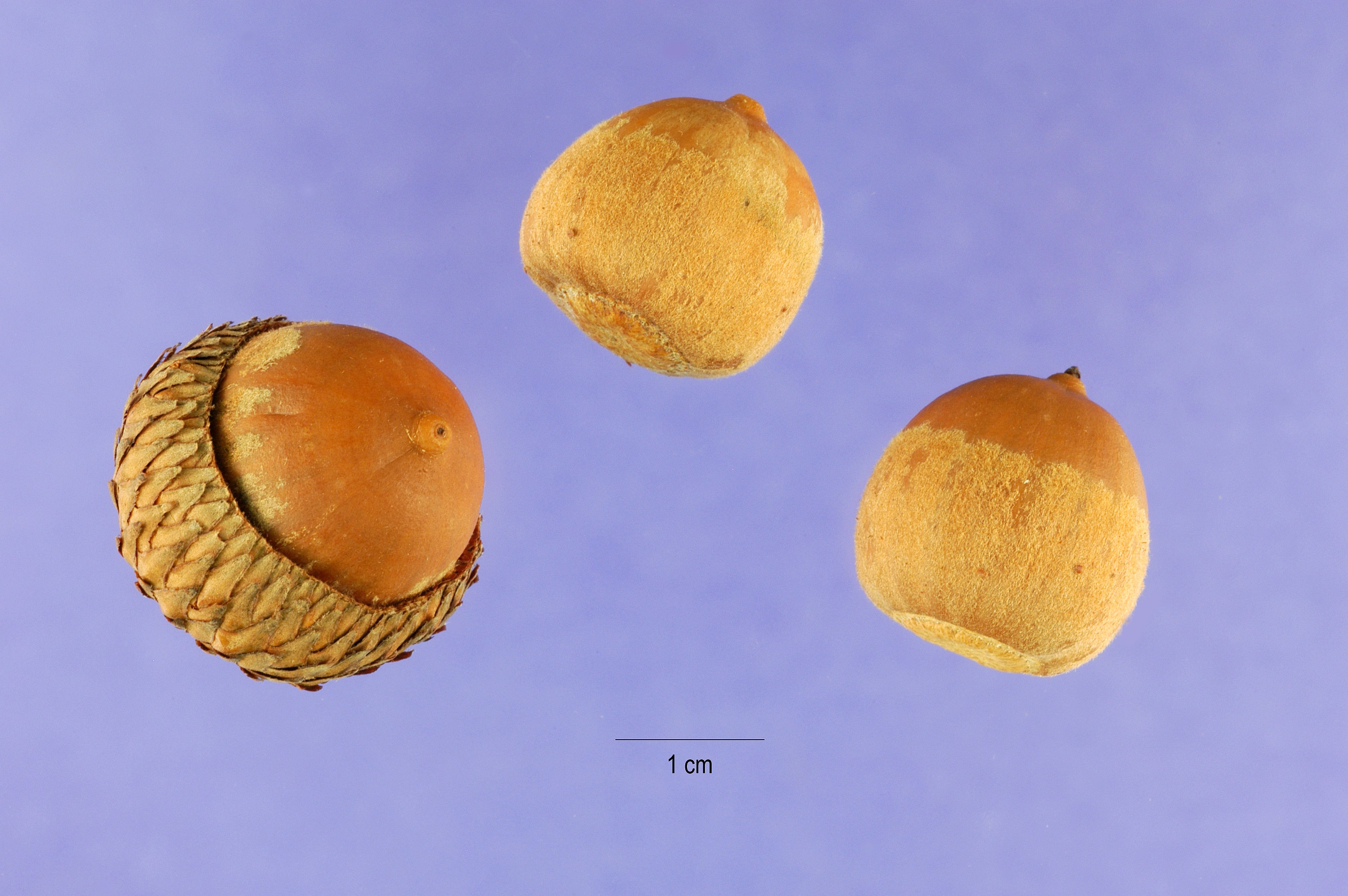
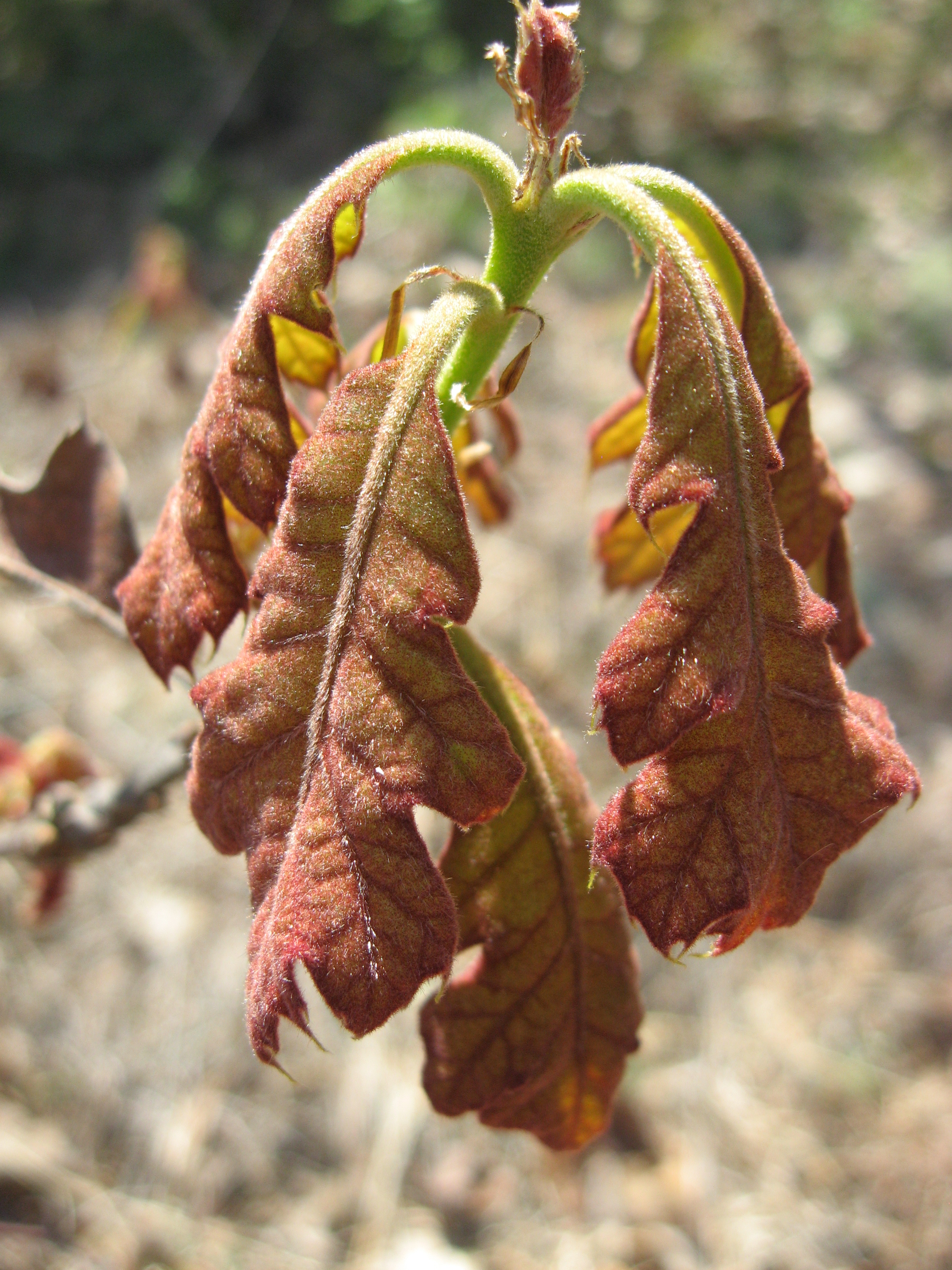